# Jeremias Meyer
Jeremias Meyer (Monaco, 30 settembre 1999) è un attore tedesco.

## Biografia
Il suo debutto cinematografico avviene nel 2012 nel film fantasy Sorelle Vampiro - vietato mordere!. Nel 2023 interpreta il protagonista Mark Zimmerman nella serie televisiva di Amazon Prime  Il grifone, basata sul romanzo di Wolfgang Hohlbein.

## Filmografia (parziale)
- Sorelle vampiro - Vietato mordere! - regia di Wolfgang Groos (2012)
- Inga Lindström - Cuore di ghiaccio - film per la TV - regia di Martin Gies (2013)
- Sorelle vampiro 2 - Pipistrelli nello stomaco - regia di Wolfgang Groos (2014)
- Sorelle vampiro 3 - Ritorno in Transilvania - regia di Tim Trachte (2016)
- Noi, i ragazzi dello zoo di Berlino  - serie TV (2021)
- Il Grifone - serie TV (6 episodi) (2023)